# Anżeła Bałachonowa
Anżeła Bałachonowa, ukr. Анжела Балахонова (ur. 18 grudnia 1972) – ukraińska lekkoatletka, specjalizująca się w skoku o tyczce, wcześniej w biegach na 100 m i 200 m. Dwukrotna olimpijka (2000, 2004).
Bałachonowa największe osiągnięcia odnosiła w latach 1998-1999. Zdobyła wówczas tytuł mistrzyni Europy w 1998, halowej mistrzyni Europy w 1998 oraz wicemistrzyni świata w 1999. Do jej największych osiągnięć trzeba zaliczyć również rekord świata w skoku o tyczce w hali. Wyniki 4,45 m osiągnęła podczas halowych mistrzostw Europy w 1998. Na Igrzyskach Olimpijskich w Atenach w 2004 zajęła 6. miejsce. Dwukrotnie zwyciężała w Superlidze Pucharu Europy (Monachium 1997 i Bydgoszcz 2004).
Bałachonowa do 2016 była rekordzistką Ukrainy. Jej rekord życiowy wynosi 4,57 m, ustanowiony został w Jałcie 4 lipca 2004. Siedmiokrotnie była mistrzynią Ukrainy (1996, 1997, 1999, 2000, 2001, 2004, 2005).

## Odznaczenia
- Order Księżnej Olgi III klasy: 1999[1]